# Савчук, Евгений Герасимович
Евгений Герасимович Савчу́к (род. 10 февраля 1947, Брусница) — генеральный директор — художественный руководитель Национальной заслуженной академической капеллы Украины «Думка». Герой Украины (2009).

## Биография
Родился 10 февраля 1947 года в селе Брусница Кицманского района Черновицкой области. Украинец.

### Образование
- Черновицкое музыкальное училище, хормейстерское отделение (1962—1966), дирижёр хора, учитель пения.
- Киевская консерватория, факультет хорового дирижирования (1966—1971), дирижёр хора, преподаватель хоровых дисциплин.
- ассистентура-стажировка при КГК имени П. И. Чайковского (1975—1977).

### Деятельность
- 01.1970—04.1973 — главный хормейстер КГТО.
- 04.1973—11.1973 — дирижёр, заслуженный украинский народный хор имени Г. Верёвки.
- 11.1973—11.1974 — служба в Советской армии, Киевский военный округ.
- 11.1974—02.1978 — дирижёр-хормейстер, заслуженный украинский народный хор имени Г. Верёвки.
- 03.1978—03.1984 — директор — художественный руководитель, Киевская мужская хоровая капелла имени Л. Н. Ревуцкого.
- С 3.1984 года — генеральный директор — художественный руководитель, Национальная заслуженная академическая капелла Украины «Думка».
- С 9.1977 года — преподаватель кафедры хорового дирижирования, с 1990 года — доцент, с 1997 года — профессор, с 2003 года — заведующий кафедры хорового дирижирования, Национальная музыкальная академия Украины имени П. И. Чайковского. Профессор (1997), академик АМУ (2004). Секретарь Национального Всеукраинского музыкального союза (с 1996 года).

### Семья
- отец — Герасим Иванович (1911—1995).
- мать — Елена Григорьевна (1915—1998).
- жена — Галина Михайловна (род. 1946).
- сын — Андрей (род. 1974).

## Награды и премии
- Герой Украины (с вручением ордена Державы, 19.8.2009 — за выдающийся личный вклад в развитие национальной музыкальной культуры и сохранение лучших традиций хорового искусства).
- Орден «За заслуги» III (1999)[1], II (2004)[2] и I (2007) степеней[3].
- Государственная премия Украины имени Тараса Шевченко (1998) — за концертные программы украинской хоровой музыки (1992—1997)
- Заслуженный деятель искусств Украинской ССР (1979).
- Народный артист Украинской ССР (1990)
- Почётный гражданин Киева (2024)[4]